# Aérodrome de Ouezzane
L'aérodrome de Ouezzane est un ancien aérodrome doté d'une piste en terre et situé à 5 km à l'ouest de la ville de Ouezzane, au Maroc (code OACI : GMFA)).

## Situation
| \| 100 km1:10 004 000 \| Ouezzane Agadir Al Hoceima Meknès Béni Mellal Bouarfa Casablanca-Tit Mellil Casablanca-Mohammed V Errachidia Essaouira Fès Guelmim Ifrane Kénitra Khouribga Marrakech Nador Ouarzazate Oujda Rabat-Salé Tanger Zagora Tan-Tan Tarfaya Tétouan Benslimane Sidi Slimane Inezgane Ben Guerir Taroudant Taza |
| 100 km1:10 004 000 |